# Camps (Aude)
Camps d'Aglin, o simplement Camps (forma occitana; el nom oficial francès és Camps-sur-l'Agly), és una vila del departament francès de l'Aude, al districte de Limós, cantó de Coisan, prop del puig de Bugarag (1.231 m) a l'oest i de les gorges de Galamús a l'est, amb 65 habitants (anomenats campsirols) i a 550 metres sobre el nivell del mar. El terme té una extensió de 2.500 hectàrees. Prop del poble es troben les fonts del riu Aglí (en occità Aglin), que al cap de poc entra a la Fenolleda.
Té les restes malmeses d'un castell i una església dedicada a Santa Maria.
Possible castrum romà i fortalesa visigoda, la llegenda diu que al lloc del Serrat Gros es va lliurar un combat contra els sarraïns cap al 720. El monestir de Cubièra tenia la dignitat abacial des de la seva fundació al segle viii o començament del ix, i el 14 de maig de 844 el rei Carles el Calb li va concedir un diploma d'immunitat on s'esmenta "Sanctae Mariae Caprariensis", que probablement és el lloc de Camps. El 870 la Fenolleda va quedar indivisa entre els comtes de Barcelona i els de Carcassona i el 930 va quedar per a Sunifred de Barcelona i seguidament per a Oliba Cabreta, comte de Cerdanya i Besalú (928-989), que ho va heretar el 966. Al 989 va passar per herència a Bernat Tallaferro, comte de Besalú i senyor de la Fenolleda (989-1020). En aquesta època es comença a esmentar el castell de Camps. El castell dominava la plana de l'Aglí. Durant la guerra dels Albigesos va ser conquerit per Simó de Montfort el 1241, i se'l esmenta com a Calmis.
La vila i els afores formaven una senyoria. El primer senyor fou Pere de Berenguer de Cucunhan, parent de la família de Perapertusa. La família Cucunhan va donar el territori com a feu i que després va passar per diverses mans: el primer feudatari fou Bertran de Calmis. El 1263 es va establir una cosenyoria entre Berenguer de Cucunhan i Antoni de Solatge. El 1332 Berenguer de Perapertusa va vendre la seva meitat de la senyoria a Pere Martí; cap al 1385 apareix com a cosenyor Guillem de Cucunhan, que va deixar com a hereva la seva filla Ermengarda (1409); més tard apareixen com a barons Pere d'Aban i Bernat de Vivier. El 1630 el baró de Basillac va vendre la seva meitat a Lluís de Gély, senyor de Monmoure i Ginela. Al final del segle n'era cosenyor Jaume Enric de Bellissen i el 1707 Joan de Bellissen, que el 1720 va vendre els seus drets a Guillem Castanier. La revolució va posar fi al domini senyorial.
Avui, Camps viu del turisme (sobretot el que visita les gorges de Galamús i de la Farga) i de l'agricultura.